# Daddy's Roommate
Daddy's Roommate (El compañero de habitación de papá) es un libro infantil escrito por Michael Willhoite y publicado por Alyson Books en 1991 (ISBN 1-55583-118-4).
El libro habla de un niño cuyo padre divorciado vive con una pareja gay y trata el tema de los padres homosexuales.
Daddy's Roommate fue uno de los primeros libros para niños en los que se trata el tema de la homosexualidad de una forma positiva. Los dos hombres hacen las mismas cosas que las parejas heterosexuales: cuidar la casa, discutir y pasar tiempo con el niño. 
Este libro ha sido uno de los más premiados por la American Library Association, consiguiendo ser el número 2 de su listado Los cien libros más innovadores en Estados Unidos 1990-2000.